# Nefritiskt syndrom
Nefritiskt syndrom, nefrit, är en samling av tecken – ett syndrom – som hör ihop med sjukdomar i glomeruli (singularis glomerulus) i njurarna.
Nefritiskt syndrom är en immunologisk reaktion i njurvävnaden efter infektion av streptokocker eller virus. Det typiska förloppet vid akut nefrit är att halsfluss efter två till tre veckor följs av tecken på njursjukdom med följande effekter:
- Hematuri - blod i urinen ger brun urin
- Högt blodtryck
- Blodplasmaproteiner i urinen

Nefrit kan ibland också förorsaka:
- Oliguri - liten urinmängd
- Yrsel
- Ödem - svullnad på grund av ansamling av vätska i vävnaden
- Ökad kvävehalt i blodet.

Kronisk nefrit, som är vanligare än den akuta formen, utvecklas i allmänhet inte ur denna utan uppträder smygande utan att man kan påvisa någon utlösande orsak. Förloppet är långdraget och leder så småningom till nedsatt njurfunktion.